# 포톤 BJ6123
포톤 BJ6123(영어: Foton BJ6123, 중국어 정체자: 福田BJ6123, 병음: Fútián BJ6123)은 포톤 자동차에서 생산 중인 저상버스이다.

## 경쟁 차종
자일대우버스
- 대우 BS110CN
- 대우 BS110ML
- 대우 BS120CN
- 자일대우 NEW BS110

현대자동차
- 현대 저상 슈퍼 에어로시티
- 현대 저상 뉴 슈퍼 에어로시티
- 현대 블루시티
- 현대 일렉시티

에디슨모터스
- 에디슨모터스 E-화이버드
- 에디슨모터스 화이버드
- 한국화이바 프리머스

우진산전
- 우진산전 아폴로 1100

하이거 버스
- 하이거 하이퍼스